# Minerve chassant les Vices du jardin de la Vertu
Minerve chassant les Vices du jardin de la Vertu  ou Triomphe des Vertus est un tableau peint entre 1499 et 1502 par le peintre et graveur italien Andrea Mantegna. Il s’agit d’une allégorie éthique et philosophique montrant la victoire de la Sagesse et de la Raison sur les différents Vices, permettant le retour de la vertu morale.
Le tableau est conservé aujourd'hui au Musée du Louvre, à Paris.

## Histoire
Ce tableau est une tempera sur toile de 160 × 192 cm destiné au studiolo (cabinet de curiosités) de la marquise Isabelle d'Este, situé initialement au Château Saint-Georges à Mantoue. Il est l'un des deux réalisés par Mantegna (l'autre étant Le Parnasse) sur les cinq du cycle commandé par la marquise.
Les textes du poète Paride da Ceresara servirent à en définir les contenus allégoriques.
Acheté par le cardinal de Richelieu, le tableau fut transféré dans ses collections au château de Richelieu en Touraine où il demeura jusqu'à la Révolution. Il fut alors saisi, en 1793, pour être transféré au musée du Louvre en 1801.

## Thème
Il s'agit d'un thème allégorique (les Vices et les Vertus) placé dans un cadre de représentation mythologique (Minerve, Daphné, Amour, Vénus, Diane). 
Des indications écrites sur des parchemins, dans le tableau, permettent de comprendre les situations décrites.

## Composition
Dans un espace délimité par des massifs et des arcades de buis, Minerve (ou Pallas Athéna) apparaît sur la gauche. Elle représente une des Vertus avec Diane et la Chasteté. Armée d'une lance et d'un bouclier, elle chasse les Vices représentés par de multiples personnages qui ont envahi le jardin des Vertus. 
Trois autres Vertus, Force, Tempérance et Justice, sont présentes dans un des nuages. La Force, reconnaissable à sa colonne et à son bâton (des attributs d'Hercule), adresse un regard amical à Minerve, comme pour l'encourager, tandis que les autres Vertus regardent vers le ciel, comme pour inciter les autres Dieux à s'engager à ses côtés.
Des visages de profil apparaissent également dans un des nuages.
Les Vices, eux, sont présentés par groupe. Parmi eux se trouvent Avarice, Ingratitude, Ignorance, Haine immortelle, le mal, le pire, le mal extrême, Oisiveté, Inertie ou encore la Vénus sensuelle. Cette dernière est présentée dans le simple appareil, debout sur un Centaure.  En bas à gauche du marécage se trouvent Oisiveté, représentée sans bras et Inertie. À droite du marécage, Avarice et Ingratitude portent Ignorance à bout de bras. Tous semblent remplis d'effroi à l'arrivée de Minerve. 
Un mur à droite les oblige à passer par le lac du premier plan. Une roche escarpée et flamboyante se dresse dans le fond à gauche.

## Analyse
Plusieurs groupes se distinguent dans cette fuite de gauche à droite : ainsi les semences du mal et du mal extrême sont-elles transportées dans des sacs sur les épaules de la Haine immortelle en personnage simiesque au centre dans l'eau d'un lac.
À gauche l'Oisiveté ou la paresse (représentée sans bras) est attachée et tirée par l'Inertie, à droite l'Avarice et l'Ingratitude portent l'Ignorance couronnée, la Vénus sensuelle est debout sur le dos d'un Centaure...
Sur le bord gauche du tableau, Daphné se transforme en arbre (transformée en laurier-rose pour échapper à Apollon dans la mythologie).
Les trois autres Vertus présentes dans un des nuages, portent leurs attributs : la Force avec sa massue, sa colonne et sa peau de lion d'Hercule, la Tempérance qui verse du vin, et la Justice, avec son glaive et sa balance.
Le triomphe de la vertu psychomachie est une œuvre d’Andrea Mantegna, peint en 1502. La technique est la détrempe sur toile. L’œuvre fait 160 sur 192 cm. Elle est actuellement au musée du Louvre. Mantegna est un artiste italien né en 1431 à Carturo dans le duché de Venise et mort en 1506. Il vient d’une famille modeste de charpentier. Enfant il est adopté par le peintre Francesco Squarcione puis il se fait remarquer par le sculpteur Donatello qui l’adopte à son tour. À l’âge de 17 ans il commence à recevoir ses premières commandes. En 1490 Isabelle d’este le fait venir à Mantoue pour travailler sur les œuvres de son studiolo. Ce tableau est commandé par la duchesse Isabelle d’Este pour décorer son studiolo. La duchesse d’Este est née en  1474 et morte en 1536. Elle est repérée très jeune pour son intelligence et sa beauté. En effet, à l’âge de 6 ans elle est mariée à François de Gonzague. À son arrivée à Mantoue elle commence  à meubler ses parties privées qui sont constituées du studiolo, une pièce privée destinée à l’étude des beaux-arts et à la philosophie. Les parties privées contiennent aussi la grotta, où est installée son importante collection d’objets d’art. Le tableau le triomphe de la vertu est placé à l’intérieur du studiolo. Dans cette pièce on peut trouver un grand nombre d’auteurs romains et grecs classiques. Comme Cicéron, Catulle, Plutarque. On trouve aussi des romans chevaleresques, les œuvres de Dante. De plus ce studiolo est complètement inscrit dans son temps, en effet on peut trouver des œuvres contemporaines humanistes. C’est un lieu de culture inscrit dans son époque. Isabelle d’Este prévoit tous les thèmes et compositions des œuvres de cette pièce. En outre elle décide d’articuler le studiolo autour du thème du combat entre l’amour terrestre et l’amour céleste. La duchesse par sa forte personnalité repousse les artistes et a du mal à les faire venir. (Leonard de Vinci ne vient pas, Bellini se fait porter malade). Elle commande à Mantegna deux tableaux le premier est le Parnasse et le second est le Triomphe de la vertu. Les deux tableaux doivent servir d’étalon (exemple) pour les prochains tableaux (Pérugin fait un tableau en 1506, Le Combat de la chasteté contre la volupté. Mais aussi en 1506 Lorenzo Costa fait un couronnement et l’histoire du cosmos).
Donc on peut se demander comment Mantegna traite-t-il le thème du studiolo imposé par Isabelle d’Este ?
Dans un premier temps, nous verrons la description précise d’une œuvre complexe. Dans un second temps, nous pourrons déboucher sur une œuvre humaniste. Pour arriver dans un troisième et dernier temps sur le Parnasse et Le Triomphe de la vertu. 
Ce tableau a une composition complexe, en effet, on remarque deux grandes parties au premier plan. On peut observer les figures sur la terre et celles présentent dans le marécage. Minerve est présente à gauche dans la partie terrestre. Elle est dans une position d’élan guerrier. Elle sort de grandes arcades de haies. On peut déjà remarquer une oblique qui appuie ce mouvement et le renforce. Le regard de la déesse est lancé vers le ciel où l’on peut apercevoir dans une niche de nuages (ou cocon) les trois vertus cardinales. La Justice avec ses attributs, le glaive et la balance. Mais aussi, on peut trouver la Tempérance aux deux vases, puis pour finir, on remarque le Courage aux attributs d’Hercule. C’est-à-dire, la masse et la peau du Lion de Némée. On peut dès à présent remarquer que la mère vertu (Patience) est absente de la composition. Sa seule présence est évoquée par la banderole (qui rappelle l’un des attributs qui est le serpent). Sur cette banderole « ET MIHIVINTATUM MATRI SUCCUNITE DIVI », « J’aide la sainte vertu ». On peut donc supposer que la mère vertu est prisonnière.
On remarque des éléments vertueux, c’est-à-dire qui aident à la glorification de la déesse. Par ailleurs, on distingue deux groupes d’amours aux ailes de papillon et aux visages anthropomorphes. D’une part, au premier plan, on observe un groupe d’amours qui chassent grâce à leur arc la famille de Satyres. D’une autre part, au second plan, on voit un autre groupe d’amours. Ils possèdent des visages particuliers, en effet, on remarque des visages de chouette, qui rappellent la déesse Minerve. Ces petits amours permettent d’aiguiller l’élan de Minerve et montrer sa force. On peut mettre en évidence la présence d’un amour particulièrement atypique à la tête d’homme plus âgée et aux oreilles pointues. Cette figure peut faire référence à la marque de Satyre dans le théâtre antique.
On remarque la présence d’un olivier ou d’un laurier-rose anthropomorphe. Selon les informations que l’on comprend, l’arbre peut représenter soit l’olivier soit le laurier (cela sera expliqué dans la deuxième partie). Ici prenons l’olivier. Il est le symbole de Minerve et donc vient l’appuyer. Le visage de cet arbre est particulièrement expressif. Il semble surpris, on peut retrouver une forme d’horreur face aux vices. De surcroit, on peut voir un phylactère qui s’enroule tout autour de cet arbre, il est écrit en latin, grec et hébreu. “« AGITE PELLIE SEDIBVS NOSTRIS FOEDA HAEC VICIORVM  COELITVS AD NOS RE DEVN TIVM DIVAE COMITES », « Tenez compagne divines des vertus, vous qui êtes revenues du ciel, chassez de nos sphères les vices montre abominables ». Par ces mots, on voit très clairement que l’olivier soutient Minerve et permet d’appuyer cet élan. Devant Minerve, on peut observer deux figures féminines. La première vêtue de bleu porte un arc dans sa main gauche. La deuxième femme en gris porte une torche. On peut voir dans ces figures la représentation de Diane, la déesse de la chasse et la chasteté. Elles viennent appuyer et mettre en valeur Minerve. La figure de Minerve est représentée dans un élan, qui est renforcé par l’oblique des haies, mais aussi par la montagne flamboyante qui rappelle les montagnes du nord de l’Italie, les Dolomites. On remarque un élément assez perturbant. Une ligne plus sombre coupe cette montagne en deux. On peut attribuer cela à une retouche faite ultérieurement. Nous n’avons trouvé aucune information sur l’auteur de la modification. On peut se demander si c’est Mantegna ou une autre personne. On remarque que la lance de la déesse est brisée. Il ne faut pas lier cela à une défaite, mais plus à une victoire et la preuve que le combat est fini et a eu lieu auparavant. Par sa force morale, elle parvient à vaincre les vices. La pointe de la lance brisée sur le sol montre une écriture gravée dans le sol « OTIA SI TOLLAS PERERE CUPIDINIS ARCUS », « si tu chasses les vices, l’arc de Cupidon dépérira » c’est une indication très claire aux vices, et aux flèches de Cupidon qui emprisonnent les Hommes dans leurs désirs. La glorification de Minerve ne passe pas que par les éléments vertueux mais aussi par les vices, par contraste.
En effet, Mantegna crée des figures représentant tous les vices. On remarque deux groupes dans les vices, ceux qui se trouvent sur une plateforme rocheuse et ceux dans le marécage. Sur la plateforme rocheuse, on peut voir une famille de Satyres aux pieds de chèvre et pattes de léopard. La Satyre rassemble ses petits, le regard fixé sur la déesse (leur signification sera expliquée dans la deuxième partie). Dans le groupe présent dans le marécage, on peut remarquer l’Avarice à la tête de la troupe des vices. Elle porte un bandeau où est inscrit son nom en latin « AVARICIA », cela permet d’identifier précisément tous les vices. L’Avarice aide l’Ingratitude « INGRATITUDO » à porter la grasse Ignorance « IGNORANCIA » avec sa couronne. Derrière eux, une figure bestiale avec une peau d’animal dans les mains et un putto sans ailes. Plus loin, on observe une figure mi-singe, mi-homme portante quatre bourses contenant les graines du mal « SEMINA, MALA », du pire « PEIORA » et du mal extrême « PERSSINEL ». On peut voir un phylactère autour de son bras avec inscrit à l’intérieur « IMMORTALE ODIUM TA AVS ET MALITIAE » « je déteste l’immortalité, fraude et malheur ». Enfin, on peut apercevoir l’oisiveté « OTIUM », une figure féminine sans bras car elle ne les utilise pas. Elle est trainée par un ruban tenu par la Paresse « INERTIE ». Représentée par une femme aux vêtements de haillons. Mais encore au centre de la composition, on observe un centaure et une femme debout sur son dos. Elle est couverte d’un simple voile et ne semble pas avoir peur de Minerve. Mais aussi, elle est coiffée à l’antique. On peut remarquer que son visage rappelle le buste de l’impératrice Faustine (explication dans la Partie deux). Cette figure représente la déesse Vénus qui représente la Luxure. C’est une Vénus sensuelle et voluptueuse. 
On voit très clairement que Mantegna a mis la vertu au centre de cette composition. Malgré sa position excentrée, elle est au cœur du sujet. Mais aussi, on peut voir que ce tableau entre dans un projet humaniste. Donc Mantegna nous montre par l’évocation d’une déesse antique, une vision chrétienne des vices par l’énumération de l’ensemble des maux humains.  
Mantegna a un projet humaniste qui s’inscrit dans le Studiolo. On peut voir des figures ou objets qui nous rappellent l’humanisme, naissant à cette époque. L’humanisme débute avec la redécouverte des œuvres antiques. Cette époque correspond à la relecture de la civilisation grecque et romaine, avec l’arrivée en Europe des textes originaux. L’humanisme correspond à la redécouverte de la philosophie. L’Homme et sa morale est au cœur de la réflexion.
Tout d’abord, on peut rapprocher l’humanisme à la figure de Minerve, qui correspond à la moralité et la connaissance. Par sa force morale, elle parvient à repousser les vices de l’humanité. Mais encore on peut remarquer que Mantegna a inspiré entre autres deux gravures à Giovanni Antonio da Brescia formant diptyque, L'Allégorie de la chute des hommes et L'Allégorie de la rédemption de l’humanité. Ces deux gravures montrent la déchéance humaine et la victoire des vices face à la morale et la culture. On voit très clairement que Mantegna a représenté les figures de l’Ignorance, Avarice et Ingratitude déjà présentes dans les gravures. Ces trois figures montrent le projet inverse de l’humanisme. Ce contre quoi il faut lutter. De surcroit, on peut remarquer une volonté humaniste par la multitude de textes inscrits dans cette composition. Cela rappelle l’ekphrasis. C’est-à-dire monter un sujet par les textes. C’est une expression antique reprise par les humanistes. Ici, on peut voir cela avec l’écriture pointée par la hampe brisée de la lance de Minerve. Qui est tiré de remède d’amour d’Ovide, qui relate l’amour entre un centaure et un satyre. Par conséquent, on peut évidemment mettre en évidence la signification de ces deux figures. Ils montrent la dualité de l’esprit humain qui est partagé entre le côté bestial et donc des envies et besoins primaires et le côté de raison, qui recherche les réponses. C’est ce côté que les humanistes tentent de développer. On peut voir une autre référence à l’antique avec Vénus. Son visage rappelle celui de l’impératrice Faustine. Faustine est une impératrice romaine, femme de Marc Aurèle. Mantegna intègre aussi au projet humaniste le projet du thème profond du Studiolo, l’amour céleste et l’amour terrestre. En effet, on peut dès à présent monter la source littéraire qui est Le Songe de Poliphile paru en 1499, l’auteur est Francesco Colonna. Ce livre raconte la quête de Poliphile, qui recherche sa bien-aimée Polia dans un paysage de ruines antique. Avant de continuer, on peut mettre en évidence le paysage de la composition. On remarque les ruines dans la partie droite où est emprisonnée la Mère vertu. Mais aussi la montagne rappelle un édifice en ruine. Revenons au texte. L’aboutissement de cette quête est la contemplation de Vénus dans le Jardin d’un Cythère idéal, c’est-à-dire un jardin parfaire. Ce mythe de l’amour montre le projet du Studiolo. Mais il n’est pas le seul. En outre, on peut remarquer, l’olivier ou le laurier dans ce cas. Il représente l’histoire entre la nymphe Daphné et le dieu Apollon. Apollon frappé par une flèche d’or lancée par Cupidon tombe éperdument amoureux de Daphnée. Mais pour elle, Cupidon a lancé une flèche de plomb qui la dégoute de l’amour. Pour échapper à cet amour, elle demande au dieu des mers de l’aider. Il la transforme donc en laurier. On peut voir par cette histoire l’amour céleste entre un dieu et une nymphe mais aussi l’amour terrestre car  Apollon toujours amoureux fait de cet arbre son symbole. Mais encore, on peut remarquer une grande disparité dans le traitement des sujets entre le Parnasse et Minerve chassant les vices. En effet, on voit dans la Paresse une Vénus céleste. L’amour céleste, qui est l'amour du Beau lui-même. Alors que dans Minerve chassant les vices on reconnaît un amour terrestre symbolisé par l’amour charnel, renforcé par la présence des vices. Cette vision néo-platonicienne renvoie directement au thème choisi par la duchesse. Mantegna et Isabelle d’Este, qui a choisi le sujet, se placent donc dans la lignée de Botticelli. C’est une œuvre savante qui s’adresse directement aux érudits arts et de philosophie antique.
Donc on peut voir un œuvre très complexe avec de multiples sources littéraires qui se rattachent à l’antiquité. Cette composition est un vaste projet humaniste qui s’intègre parfaitement dans son temps, mais aussi dans le Studiolo d’Isabelle d’Este.
Minerve chassant les vices du Jardin de la vertu et le Parnasse sont deux œuvres construites comme des pendants. Ces deux compositions ont de grandes disparités, mais aussi de grandes ressemblances. Le Parnasse raconte l’histoire du mariage entre Mars et Vénus. La scène se déroule au pied du mont Hélicon où est né Pégase, le cheval ailé de Poséidon. En outre, on peut voir sur le côté inférieur droit Pégase accompagner Hermès. Le Mont des Dieux le parnasse est dans le font droit de la composition. Le couple Mars Vénus est au centre supérieur de l’œuvre. À leurs pieds, on peut remarquer Cupidon, le fruit de leur amour. Il pointe une sarbacane sur le dieu des forges et des volcans Vulcain, le mari de Vénus. Au premier plan, on peut observer neuf muses qui dansent au son de la cithare d’Apollon assis à gauche de la composition. On peut donc se demander en quoi ce tableau est-il construit comme un pendant ? Dans un premier temps, on peut évoquer le placement des deux œuvres : en effet, elles sont placées l’une en face de l’autre. Mais encore la lumière dans le Parnasse vient de la gauche, et celle de la Victoire de la vertu vient de la droite. En observant le placement des deux compositions dans le Studiolo, on peut comprendre ce choix, en effet, elle offre, un prolongement virtuel de la lumière prévente de la fenêtre du Studiolo. Mais aussi on peut retrouver des figures analogues dans les deux compositions comme la figure de Vénus. Qui comme expliqué auparavant n’a pas la même signification dans les œuvres. De plus, l’arbre anthropomorphe fait écho à l’Apollon et au Pégase du Parasse. Comme des évènements annonciateurs de l’histoire avec Daphné. Par ailleurs, on peut remarquer la même végétation derrière le couple qui est la même que dans le Jardin de la vertu. Ces deux tableaux divergent par la multitude de détails offerts par la composition de Minerve chassant les vices. En effet, on peut remarquer le foisonnement de petits détails tel la représentation de l’ensemble des feuilles des arbres et haie. Certain arbres contiennent des fruits. Mais aussi la richesse des sources et sujets traités dans cette œuvre. Comme par exemple dans l’arcade droite, on peut remarquer trois femmes à la peau flétrie, les sources ne parlent pas explicitement de la signification de ces figures. Cette œuvre pousse le spectateur à la réflexion et par comparaison le Parnasse semble lice. On peut expliquer cette volonté de richesse des décors par le projet de satisfaire l’exigeante duchesse. 
Donc, on peut voir une œuvre complexe qui inscrit de nouveaux codes, mais aussi elle rentre dans le projet humaniste de l’époque et le développement de la recherche philosophique. Mantegna a créé une richesse de détails pour satisfaire Isabelle d’Este, c’est une œuvre qui pousse l’Homme à la réflexion sur lui et la religion. Mantegna nous offre une vision pragmatique de l’amour par une Vénus voluptueuse qui guide les vices, on peut voir un projet philosophique à travers ce choix. Ce tableau peut être comparé au Printemps et la Naissance de Vénus de Botticelli.